# 쓰가루오노에역
쓰가루오노에역(일본어: 津軽尾上駅)은 일본 아오모리현 히라카와시에 위치한 고난 철도 고난 선의 철도역이다. 섬식 승강장 1면 2선의 구조를 갖춘 지상역이다.

## 타는 곳
| 1 | ■ 고난 선 | 하행 | 구로이시 방면          |
| 2 | ■ 고난 선 | 상행 | 히라카 · 히로사키 방면 |

## 역 주변
- 아오모리 현도 106호 오노에테이류조 선
- 히라카와 시청 오노에 종합 지소
- 오노에 지역 복지 센터

## 역사
- 1927년 7월 1일 : 개업.
- 1950년 7월 1일 : 당 역 - 고난쿠로이시 역 간 개업에 의해 중간역이 됨.
- 1979년
  - 7월 1일 : 화물 취급 폐지.
  - 9월 7일 : 역사 개축.
- 1980년 9월 10일 : 업무 위탁화.
- 2002년 : 도호쿠 역 백선에 선정.
- 2007년 3월 31일 : 이 날을 기해 역사에 병설하고 있던 고노 생협 오노에 점이 폐점.

## 인접 역
| 고난 철도 고난 선            | 고난 철도 고난 선 | 고난 철도 고난 선            |
| ---------------------------- | ----------------- | ---------------------------- |
| 하쿠노코코마에 히로사키 방면 | ■ 고난 선         | 오노에코코마에 구로이시 방면 |